# Ljudmila Gubarewa
Ljudmila Gubarewa ist eine kasachische Sommerbiathletin in der Stilrichtung Crosslauf.
Ljudmila Gubarewa nahm erfolgreich an der Offenen asiatischen Sommerbiathlon-Meisterschaften 2008 teil. Nach einem vierten Rang im Sprint gewann sie zunächst Bronze in der Verfolgung und anschließend auch im Einzel.